# Gai Noni Asprenat
Gai Noni Asprenat (llatí: Gaius Nonius Asprenas) va ser l'executor dels Trojae ludus (Jocs Troians) amb August i va patir una caiguda que li va provocar una greu ferida. L'emperador li va donar una cadena d'or en premi i el dret a portar el sobrenom de Torquat, ell mateix i els seus descendents (l'antiga família dels Torquats s'havia extingit poc abans).
L'any 9 va ser acusat d'enverinar 130 convidats en un banquet (possiblement és un error de Plini el Vell, que és qui dona la notícia, i el nombre correcte seria de 30 enverinats). Cassi Sever va dirigir l'acusació mentre Asini Pol·lió es va encarregar de la defensa. Els discursos dels dos magistrats en aquest judici van ser molt celebrats, i Quintilià els recomana com a model. Però Asprenat va ser absolt per l'amistat que tenia amb l'emperador.